# Pacaranà
El pacaranà (Dinomys branickii) és un rar i lent rosegador sud-americà que només es troba als boscos tropicals de la part occidental de la conca de l'Amazones i les faldes dels Andes del nord-oest de Veneçuela i Colòmbia fins a l'oest de Bolívia.